# 弗萊奇峰
46°10′4″N 8°0′11″E / 46.16778°N 8.00306°E

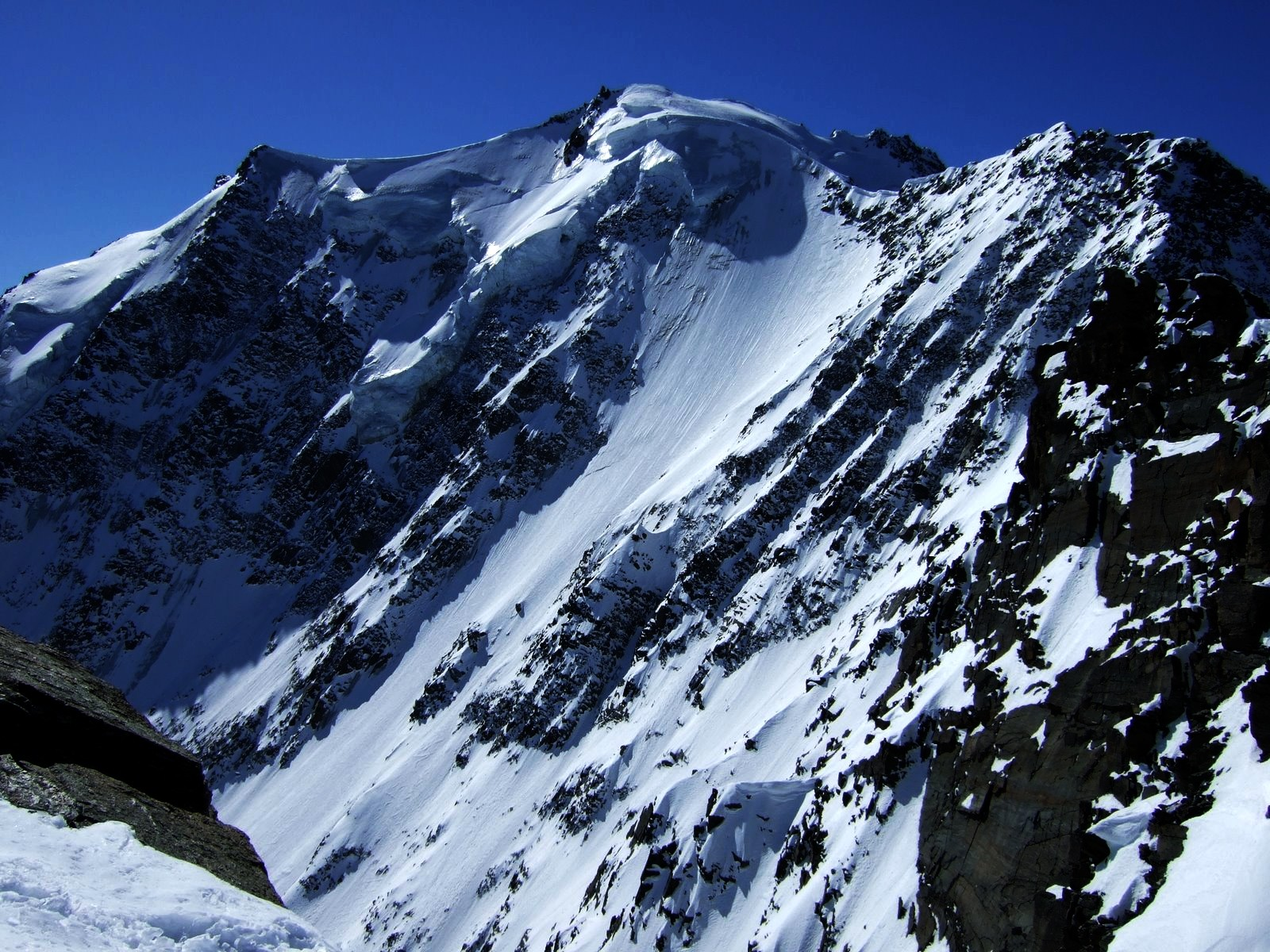

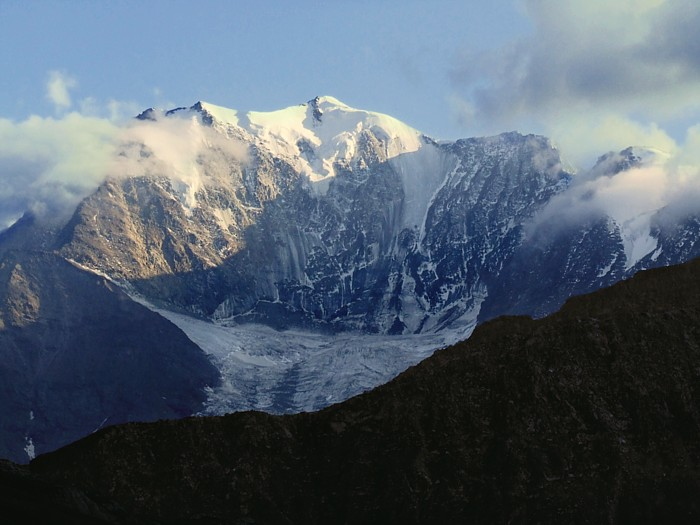

弗萊奇峰（Fletschhorn），是瑞士的山峰，位於該國南部，由瓦萊州負責管轄，屬於本寧阿爾卑斯山脈的一部分，海拔高度3,985米，人類在1854年8月首次登上該山峰。